# Gare de Matsudo
La gare de Matsudo (松戸駅, Matsudo-eki) est une gare ferroviaire située à Matsudo, dans la préfecture de Chiba au Japon. Elle est exploitée par la East Japan Railway Company (JR East) et la Keisei.

## Situation ferroviaire
Gare d'échange, la gare de Matsudo est située au point kilométrique (PK) 15,7 de la ligne Jōban et marque le début de la ligne Keisei Matsudo.

## Histoire
La gare de Matsudo a été inaugurée le 25 décembre 1896.

## Service des voyageurs

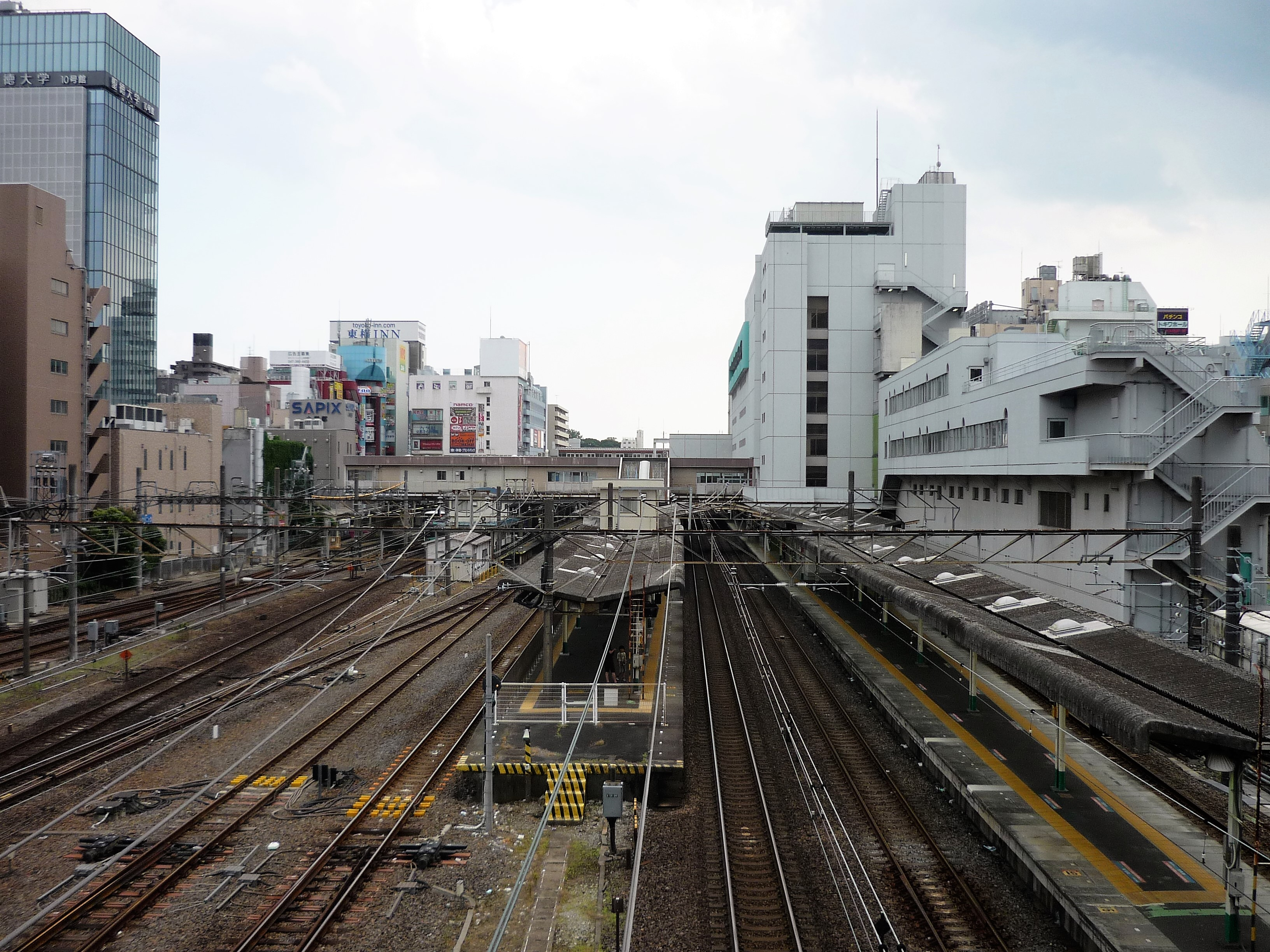
Vue des voies.

### Accueil
La gare dispose d'un bâtiment voyageurs, avec guichets, ouvert tous les jours du début de service à 23h50.

### Desserte
- Ligne Jōban (services rapides) :
  - voies 1 et 2 : direction Kashiwa, Toride, Narita et Mito
  - voies 2 et 3 : direction Kita-Senju, Ueno (interconnexion avec la ligne Ueno-Tokyo pour Tokyo et Shinagawa)
- Ligne Jōban (services locaux) :
  - voies 4 et 5 : direction Shin-Matsudo, Abiko et Toride
  - voies 5 et 6 : direction Ayase (interconnexion avec la ligne Chiyoda pour Yoyogi-Uehara)
- Ligne Keisei Matsudo :
  - voies 7 et 8 : direction Shin-Kamagaya et Keisei Tsudanuma (interconnexion avec la ligne Keisei Chiba pour Chiba-Chūō)